# Station Smardzów Wrocławski
Station Smardzów Wrocławski is een spoorwegstation in de Poolse plaats Smardzów.